# Paco Bru
Francisco Bru Sanz (Madrid, 12 de abril de 1885-Málaga, 10 de junio de 1962), más conocido como Paco Bru, fue un futbolista, entrenador y árbitro de fútbol español.

## Trayectoria
Francisco Bru nació en Madrid, pero fue unas de las figuras más importantes del fútbol en Cataluña de antes de la guerra civil española. Su trayectoria se extendió a muchos aspectos del fútbol, desde jugador, entrenador, árbitro, dirigente o periodista.
En 1902 con 16 años, se inició en el Internacional, equipo barcelonés donde su hermano Federico también jugaba. Con dicho club ganó la Copa Torino en 1904. Posteriormente defendió la camiseta de los dos grandes de la ciudad condal, el Barcelona y el Espanyol. Con el Barça disputó 201 partidos y materializó 13 goles. Ganó 3 campeonatos de Cataluña y la primera Copa del Rey del club azulgrana en 1910. Con el Espanyol ganó dos campeonatos de Cataluña. En una tercera etapa en el Barcelona ganó un nuevo campeonato de Cataluña. También formó parte de la selección catalana entre 1904 y 1915.
Después de su retirada en 1916, Bru fue árbitro. Existe una leyenda al respecto de su primer partido, en la que se dice que arbitró el partido con un revólver en los pantalones, y que preguntado por un jugador, Bru le contestó que en su primer partido como árbitro, quería tranquilidad.[cita requerida]
En 1920 fue el primer seleccionador nacional de España, fue en los Juegos Olímpicos de 1920 en Amberes, donde consiguió la medalla de plata. Posteriormente entrenó a diversos equipos españoles como Español, Madrid, Girona o Granada. Además recibió el encargo de la administración cubana para sentar las bases del fútbol en Cuba y que lograra la adhesión de la federación en la FIFA, allí también entrenó al Club Juventud Asturiana. También dirigió a la selección de Perú durante la Copa Mundial de fútbol de 1930.

## Clubes

### Como jugador
| Club                | País   | Año       |
| ------------------- | ------ | --------- |
| F. C. Internacional | España | 1902-1906 |
| F. C. Barcelona     | España | 1906-1911 |
| R. C. D. Espanyol   | España | 1911-1915 |
| F. C. Barcelona     | España | 1915-1916 |

### Como entrenador
| Club                    | País   | Año       |
| ----------------------- | ------ | --------- |
| Selección española      | España | 1920      |
| R. C. D. Espanyol       | España | 1924-1926 |
| Club Juventud Asturiana | Cuba   | 1927-1928 |
| Racing Club de Madrid   | España | 1928-1929 |
| Selección de Perú       | Perú   | 1930      |
| Madrid C. F.            | España | 1934-1936 |
| Girona F. C.            | España | 1937-1939 |
| Real Madrid C. F.       | España | 1939-1941 |
| Granada C. F.           | España | 1941-1943 |
| C. D. Málaga            | España | 1943-1944 |
| Real Zaragoza           | España | 1948-1949 |

## Palmarés

### Como jugador
- 1 Copa de España: 1910
- 6 Campeonato de Cataluña: 1908-09, 1909-10, 1910-11, 1911-12, 1914-15, 1915-16

### Como entrenador
- 1 Medalla de plata en los Juegos Olímpicos: 1920
- 2 Copa de España: 1933-34, 1935-36

| Predecesor: Julio Borrelli | Director técnico de la selección peruana 1930 | Sucesor: Telmo Carbajo |

- Datos: Q713907
- Multimedia: Paco Bru / Q713907